# Бруксвілл (Оклахома)
Бруксвілл (англ. Brooksville) — місто (англ. town) в США, в окрузі Поттаватомі штату Оклахома. Населення — 71 особа (2020).

## Географія
Бруксвілл розташований за координатами 35°12′37″ пн. ш. 96°57′39″ зх. д. / 35.21028° пн. ш. 96.96083° зх. д. (35.210301, -96.960905).  За даними Бюро перепису населення США в 2010 році місто мало площу 7,62 км², уся площа — суходіл.

## Демографія
Згідно з переписом 2010 року, у місті мешкали 63 особи в 27 домогосподарствах у складі 19 родин. Густота населення становила 8 осіб/км².  Було 37 помешкань (5/км²).
Расовий склад населення:
| - 50,8 % — білих - 20,6 % — чорних або афроамериканців - 19,0 % — корінних американців |

До двох чи більше рас належало 9,5 %. Частка іспаномовних становила 0,0 % від усіх жителів.
За віковим діапазоном населення розподілялося таким чином: 31,7 % — особи молодші 18 років, 47,7 % — особи у віці 18—64 років, 20,6 % — особи у віці 65 років та старші. Медіана віку мешканця становила 46,5 року. На 100 осіб жіночої статі у місті припадало 96,9 чоловіків;  на 100 жінок у віці від 18 років та старших — 104,8 чоловіків також старших 18 років.
За межею бідності перебувало 13,0 % осіб, у тому числі 15,4 % дітей у віці до 18 років та 0,0 % осіб у віці 65 років та старших.
Цивільне працевлаштоване населення становило 15 осіб. Основні галузі зайнятості: освіта, охорона здоров'я та соціальна допомога — 33,3 %, мистецтво, розваги та відпочинок — 20,0 %, виробництво — 13,3 %, будівництво — 13,3 %.